# Alectoris magna
La perdiz magna (Alectoris magna) es una especie de ave galliforme de la familia Phasianidae endémica de China.